# Liste der Biografien/Zej
Liste der Biografien |
Portal Biografien |
Personensuche
# |
A |
B |
C |
D |
E |
F |
G |
H |
I |
J |
K |
L |
M |
N |
O |
P |
Q |
R |
S |
T |
U |
V |
W |
X |
Y |
Z |
?
 
Za |
Zb |
Zc |
Zd |
Ze |
Zf |
Zg |
Zh |
Zi |
Zj |
Zk |
Zl |
Zm |
Zn |
Zo |
Zr |
Zs |
Zu |
Zv |
Zw |
Zy |
Zz
 
Zea |
Zeb |
Zec |
Zed |
Zee |
Zef |
Zeg |
Zeh |
Zei |
Zej |
Zek |
Zel |
Zem |
Zen |
Zeo |
Zep |
Zeq |
Zer |
Zes |
Zet |
Zeu |
Zev |
Zew |
Zey |
Zez
Die Liste der Biografien führt alle Personen auf, die in der deutschsprachigen Wikipedia einen Artikel haben. Dieses ist eine Teilliste mit 7 Einträgen von Personen, deren Namen mit den Buchstaben „Zej“ beginnt.

## Zej

### Zejd
- Zejdlik, Franz (1906–1978), österreichischer General
- Zejdová, Hana (* 1962), tschechische Segelfliegerin, Europameisterin und Weltrekordhalterin

### Zejl
- Zejler, Handrij (1804–1872), sorbischer Dichter

### Zejn
- Zejn, Julia (* 1985), deutsche Comiczeichnerin, -autorin und Illustratorin
- Zejnullahu, Eroll (* 1994), kosovarisch-deutscher FußballspielerEroll Zejnullahu (* 1994)

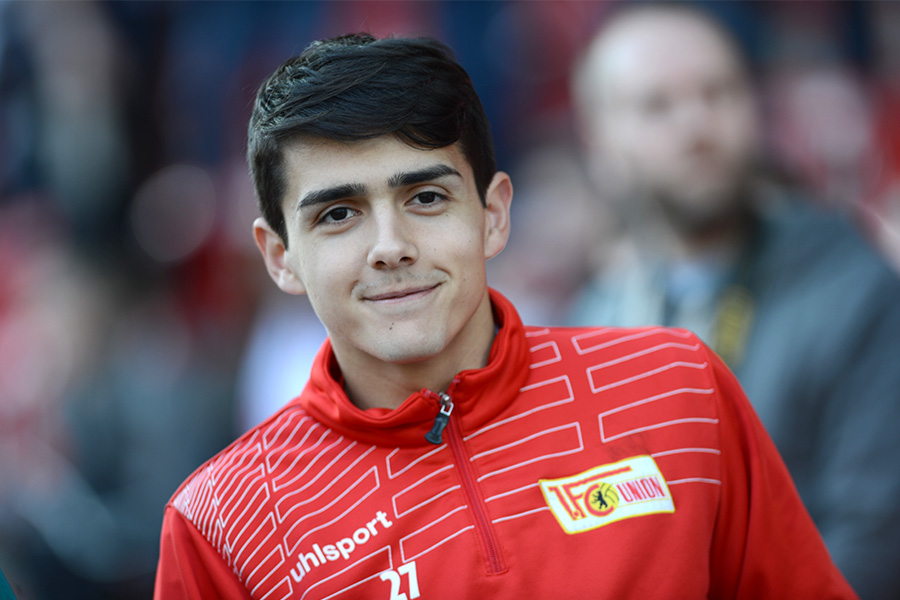
Eroll Zejnullahu (* 1994)

- Zejnullahu, Jusuf (* 1944), jugoslawischer Politiker, Premierminister des Kosovo (1989–1991)

### Zejs
- Zejszner, Ludwik (1803–1871), polnischer Mineraloge, Geologe, Kartograf und Hochschullehrer